# Marion Diederichs-Lafite
Marion Diederichs-Lafite (* 17. Dezember 1947 in Wien) ist eine österreichische Musikpublizistin. 

## Leben
Nach der Ausbildung an der Französischen Schule und dem Realgymnasium Sacré Coeur in Wien sowie einem Wirtschaftskurs der Wiener Handelsakademie studierte die Tochter von Peter und Elisabeth Lafite ab 1967 Musikwissenschaft und Publizistik an den Universitäten in Wien, Köln und Bochum; ergänzt durch Kurse an der Wiener Musikakademie bei Erwin Ratz und Musikseminare der Alpbacher Hochschulwochen  bei Rudolf Stephan und Carl Dahlhaus. An den Seminaren Musikkritik in dieser Zeit im Künstlerhaus Boswil beteiligte sie sich mehrfach. 1974 wurde sie an der Universität Wien mit einer Dissertation zur Musikästhetik im frühen 19. Jahrhundert dargestellt anhand der „Leipziger Allgemeinen musikalischen Zeitung“ promoviert.

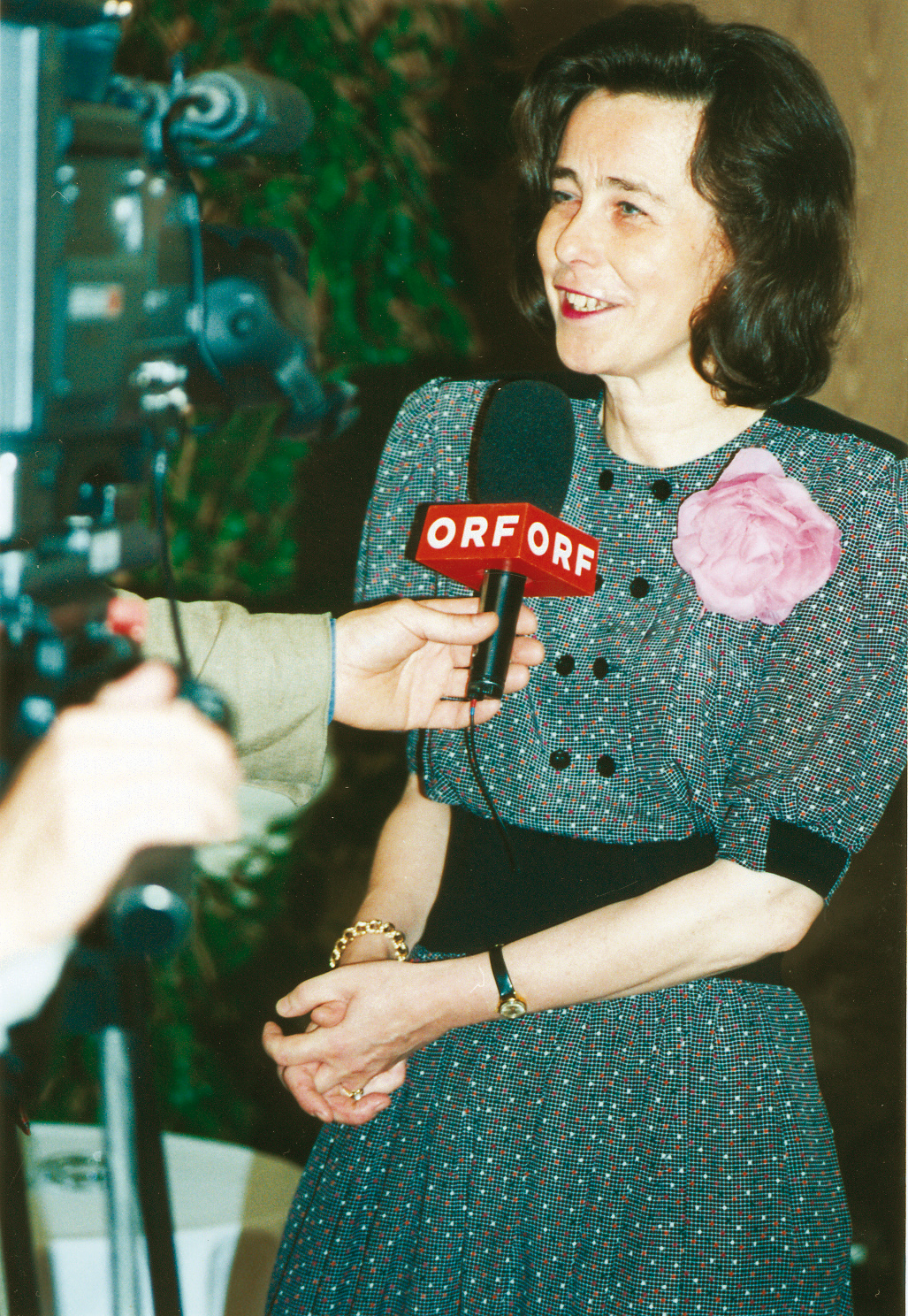
Marion Diederichs-Lafite (1995)

Ab 1975 – nach Heirat mit Joachim Diederichs (Kunsthistoriker aus der Verlegersfamilie Eugen Diederichs) und drei Kindern – arbeitete sie freiberuflich, erst in Kassel (Bärenreiter-Verlag, Kasseler Musiktage), dann in Wilhelmshaven (Volkshochschule, Vorträge, Seminar-Leitung). In der von ihrem Vater 1946 gegründeten und später von ihrer Mutter geleiteten österreichischen Musikzeitschrift begann sie als Mitarbeiterin 1970, wurde ab 1980 Mitherausgeberin, übernahm die Firma 1986 und war ab 1990 für die ÖMZ und den Verlag Lafite hauptverantwortlich. Zur Gestaltung von Länderheften reiste sie zwecks fundierter Recherche in die USA (1975), die Schweiz (1976) oder nach England (1984). Wesentlich hatte sie sich mit allen Themenbereichen wie deren führenden Autoren zu befassen. Sie startete kreative Kooperationen mit den Verbänden der Komponisten und auch mit der Musikwissenschaft, öffnete die Zeitschrift zu aktueller Kunstmusik sowie zu kulturpolitischen Fragen mit einem Forum von Musikzeitgesprächen und akzentuierte (persönlich) Schwerpunkthefte zu musikästhetischen, pädagogischen oder genderorientierten Themen.
Die Leistung des Familienunternehmens fußend auf der Beratertätigkeit von Manfred Wagner und Hartmut Krones als Konsulenten, in Kooperation mit dem Ministerium für Internationale und Europäische Angelegenheiten, der Österreichischen Akademie der Wissenschaften und anderen Institutionen wurde zum 50. Jahrgang 1995 extensiv dokumentiert als Festakt in der Universität für Musik und darstellende Kunst Wien, Ausstellungen zum Europäischen Forum Alpbach und in der Österreichischen Nationalbibliothek. Ab 2012 Edition der Webern-Studien in Kooperation mit der Anton Webern Gesamtausgabe, Basel. Marion Diederichs-Lafite edierte insgesamt über 450 Musikzeithefte und über 15 Bücher der MUSIKZEITedition. 

## Mitgliedschaften und Auszeichnungen
- Verleihung des Titels „Professor“ 1999
- Vorstandsmitglied der Ernst-Krenek-Institut-Privatstiftung (1997–2018)
- Vorstandsmitglied der Internationalen Schönberg-Gesellschaft
- Vorstandsmitglied der Arnold Schönberg Center Privatstiftung
- Vorstandsmitglied der Österreichischen Gesellschaft für Musik
- Beiratsmitglied der Internationalen Gustav Mahler Gesellschaft

## Schriften
- Hanslicks unterschätzte Wegbereiter. In: Gloria Withalm, Anna Spohn, Gerald Bast (Hrsg.): Kunst, Kontext, Kultur. Festschrift für Manfred Wagner. Springer, Wien 2012, ISBN 978-3-7091-1179-6, S. 98–120.
- (Würdigung Hartmut Krones). In: Julia Bungardt (Hrsg.): Wiener Musikgeschichte: Annäherungen, Analysen, Ausblicke. Festschrift für Hartmut Krones. Böhlau, Wien 2009, ISBN 978-3-205-78389-3, S. 7–10 (eingeschränkte Vorschau in der Google-Buchsuche)
- Kunst und Wissenschaft gehören zusammen, Interview mit Cordula Bösze, in: Freistil, Nr. 41, Februar, Wien 2012, S. 7 ff.